# Han som kom till middag
Han som kom till middag (engelska:The Man Who Came to Dinner) är en amerikansk komedifilm från 1942 i regi av William Keighley. Det är en filmatisering av Moss Harts och George S. Kaufmans pjäs The Man Who Came to Dinner som hade premiär på Music Box Theatre i New York 1939. I huvudrollerna ses Bette Davis, Ann Sheridan och Monty Woolley, bland övriga roller märks Jimmy Durante och Billie Burke.

## Handling
Det närmar sig jul i en stad i Ohio. Radiopersonligheten Sheridan Whiteside har blivit bjuden på middag till fabriksägaren Ernest Stanleys residens. Men han halkar utanför huset och skadar benet, vilket gör att han får tillbringa hela julen i familjens hem. Whiteside börjar snart gå alla i huset på nerverna med sin okonventionella personlighet.

## Rollista
- Bette Davis - Maggie Cutler
- Ann Sheridan - Lorraine Sheldon, skådespelerska
- Monty Woolley - Sheridan Whiteside
- Richard Travis - Bert Jefferson
- Jimmy Durante - Banjo
- Billie Burke - Mrs. Ernest Stanley (Daisy)
- Reginald Gardiner - Beverly Carlton
- Elisabeth Fraser - June Stanley
- Grant Mitchell - Mr. Ernest Stanley
- George Barbier - Dr. Bradley
- Mary Wickes - Miss Preen, sköterska
- Russell Arms - Richard Stanley
- Ruth Vivian - Harriet
- Edwin Stanley - John
- Betty Roadman - Sarah
- Charles Drake - Sandy
- Nanette Vallon - Cosette
- John Ridgely - radiomannen